# Фрейлинские дома
Фре́йлинские дома (также Фрейлинские корпуса) — комплекс из двух исторических зданий в Петергофе. Построены в 1853—1858 гг. Объект культурного наследия федерального значения. Расположены на Дворцовой площади (дома 7 и 8).

## История
Дома были построены на месте пяти снесённых деревянных домов из комплекса Кавалерских. Два из старых домов были отведены для летнего пребывания фрейлин, отсюда название Фрейлинских перенеслось на новые дома. Архитектором Фрейлинских домов был Николай Леонтьевич Бенуа. Планировку внутреннего расположения комнат выполнял сам Николай I. В домах помещалась царская свита. После Октябрьской революции в них разместились дома отдыха, затем гостиница для туристов.
В настоящее время западный корпус (дом № 8) занимает музей семьи Бенуа, открытый в 1988 году по инициативе Н. А. Бенуа, а восточный (дом № 7) — отель «Фрейлинский дом».

## Архитектура
Архитектура Фрейлинских домов близка к архитектуре барочного Большого дворца Петергофа, церковное крыло которого также выходит на Дворцовую площадь. Оба здания оформлены одинаково. Средний ризалит каждого дома приподнят, на нём четыре пучка колонн и пилястр, а также три полукруглых окна, он завершается лучковым фронтоном со сложной лепкой и шатровой кровлей. Боковые ризалиты проще, на каждом из них можно увидеть тимпан с гербом Петергофа. Дома соединены арочными воротами с открытой галереей над ними. Дома двухэтажные с мансардами, углы рустованы, этажи расчленены ажурными балконными решётками. Вдоль всего здания идут вымощенные путиловским камнем широкие сводчатые коридоры с большими окнами.